# Gibor Basri
Pour les articles homonymes, voir Basri.
Gibor Basri, né à New York le 3 mai 1951, est un astrophysicien américain,.
Fils de Phyllis Basri, professeure de danse et de ballet, et de Saul Basri, professeur de physique à l' Université du Colorado, Gibor Basri grandit à Fort Collins, dans le Colorado, avec son jeune frère David. La famille vit pendant de brèves périodes en Birmanie (1957) et au Sri Lanka (1965).
Basri est diplômé en physique de l'Université Stanford en 1973 et obtient son doctorat en astrophysique à l'Université du Colorado en 1979. Sa thèse, sous la direction de Jeffrey Linsky, porte sur l'activité stellaire grâce aux observations de l'International Ultraviolet Explorer (IUE), dont il fut l'un des premiers utilisateurs. Une bourse postdoctorale l'amène au département d'astronomie de l'UC Berkeley, où il est professeur titulaire depuis 1994. 
Ses travaux portent à l'origine sur les observations d'étoiles à haute énergie (avec Charles Stuart Bowyer). Il se tourne ensuite vers l'étude de la formation des étoiles avec Len Kuhi. Le travail le plus remarquable de Basri comprend une étude de 1980 sur les étoiles de type T Tauri, et il est reconnu comme un expert des étoiles naines brunes,. En 2020, il est total pendant toute sa carrière l'auteur de plus de 200 publications, celles-ci ayant recues plus de 30 000 citations.
Il est vice-chancelier pour l'équité et l'inclusion pour le campus de l'UC Berkeley de 2007 à 2015,. Dans ce rôle, il sert en 2011 en tant que communicateur entre l'administration universitaire et les étudiants soutenant le Occupy movement. Il est a posteriori critiqué pour n'avoir pas apporté suffisamment de soutien aux victimes de harcèlement sexuel de la part de Geoffrey Marcy.